# Prince-diszkográfia
Prince, amerikai zenész diszkográfiájába 39 stúdióalbum tartozik, négy koncertalbum, kilenc válogatásalbum, 17 videóalbum és három posztumusz album. Ezek mellett összesen 166 kislemezt adott ki és 152 videóklipet forgatott.
Prince több, mint 100 millió albumot adott el világszerte. A Rolling Stone 27. helyre helyezte a "Minden Idők 100 Legjobb Előadója" listáján.

## Albumok

### Stúdióalbumok
| Év   | Album | Legmagasabb pozíció | Legmagasabb pozíció | Legmagasabb pozíció | Legmagasabb pozíció | Legmagasabb pozíció | Legmagasabb pozíció | Legmagasabb pozíció | Legmagasabb pozíció | Legmagasabb pozíció | Legmagasabb pozíció | Legmagasabb pozíció | Minősítés                                                                           |
| Év   | Album | US                  | AUS                 | AUT                 | CAN                 | GER                 | NLD                 | NOR                 | NZ                  | SWE                 | SWI                 | UK                  | Minősítés                                                                           |
| ---- | --- | ------------------- | ------------------- | ------------------- | ------------------- | ------------------- | ------------------- | ------------------- | ------------------- | ------------------- | ------------------- | ------------------- | ----------------------------------------------------------------------------------- |
| 1978 | For You - Megjelent: 1978. április 7. - Kiadó: Warner Bros.                                                   | 138                 | —                   | —                   | —                   | —                   | —                   | —                   | —                   | —                   | —                   | 156                 |                                                                                     |
| 1979 | Prince - Megjelent: 1979, október 19. - Kiadó: Warner Bros.                                                   | 22                  | —                   | —                   | —                   | —                   | —                   | —                   | —                   | —                   | 92                  | —                   | - RIAA: Platina - BPI: Ezüst                                                        |
| 1980 | Dirty Mind - Megjelent: 1980. október 8. - Kiadó: Warner Bros.                                                | 45                  | —                   | —                   | —                   | —                   | —                   | —                   | —                   | —                   | 79                  | 61                  | - RIAA: Arany                                                                       |
| 1981 | Controversy - Megjelent: 1981. október 14. - Kiadó: Warner Bros.                                              | 21                  | 55                  | —                   | —                   | —                   | 50                  | —                   | —                   | —                   | —                   | —                   | - RIAA: Platina - BPI: Arany                                                        |
| 1982 | 1999 - Megjelent: 1982. október 27. - Kiadó: Warner Bros.                                                     | 7                   | 35                  | —                   | 23                  | 37                  | 45                  | —                   | 6                   | —                   | 26                  | 28                  | - RIAA: 4× Platina - BPI: Platina - MC: Platina                                     |
| 1984 | Purple Rain - Megjelent: 1984. június 25. - Kiadó: Warner Bros.                                               | 1                   | 1                   | 8                   | 1                   | 5                   | 1                   | 4                   | 2                   | 3                   | 7                   | 4                   | - RIAA: Gyémánt (13× Platina) - ARIA: 3× Platina - BPI: 2× Platina - MC: 6× Platina |
| 1985 | Around the World in a Day - Megjelent: 1985. április 22. - Kiadó: Paisley Park, Warner Bros.                  | 1                   | 12                  | 7                   | 16                  | 10                  | 1                   | 10                  | 16                  | 1                   | 8                   | 5                   | - RIAA: 2× Platina - BPI: Arany                                                     |
| 1986 | Parade - Megjelent: 1986. március 31. - Kiadó: Paisley Park, Warner Bros.                                     | 3                   | 8                   | 7                   | 11                  | 6                   | 1                   | 10                  | 7                   | 5                   | 2                   | 4                   | - RIAA: Platina - BPI: Platina                                                      |
| 1987 | Sign o' the Times - Megjelent: 1987. március 30. - Kiadó: Paisley Park, Warner Bros.                          | 6                   | 20                  | 2                   | 27                  | 3                   | 2                   | 3                   | 6                   | 6                   | 1                   | 4                   | - RIAA: Platina - BPI: Platina - MC: 4× Platina                                     |
| 1988 | Lovesexy - Megjelent: 1988. május 10. - Kiadó: Paisley Park, Warner Bros.                                     | 11                  | 8                   | 3                   | 7                   | 4                   | 1                   | 2                   | 1                   | 1                   | 1                   | 1                   | - RIAA: Arany - BPI: Platina                                                        |
| 1989 | Batman - Megjelent: 1989. június 20. - Kiadó: Warner Bros.                                                    | 1                   | 4                   | 3                   | 1                   | 3                   | 1                   | 2                   | 4                   | 2                   | 1                   | 1                   | - RIAA: 2× Platina - BPI: Platina                                                   |
| 1990 | Graffiti Bridge - Megjelent: 1990. augusztus 20. - Kiadó: Paisley Park, Warner Bros.                          | 6                   | 10                  | 8                   | 22                  | 4                   | 4                   | 2                   | 3                   | 7                   | 2                   | 1                   | - RIAA: Arany - BPI: Arany - MC: Arany                                              |
| 1991 | Diamonds and Pearls - Megjelent: 1991. október 1. - Kiadó: Paisley Park, Warner Bros.                         | 3                   | 1                   | 4                   | 8                   | 8                   | 6                   | 5                   | 5                   | 8                   | 3                   | 2                   | - RIAA: 2× Platina - ARIA: 4× Platina - BPI: 3× Platina - MC: 2× Platina            |
| 1992 | Love Symbol - Megjelent: 1992. október 13. - Kiadó: Paisley Park, Warner Bros.                                | 5                   | 1                   | 1                   | 16                  | 5                   | 6                   | 10                  | 4                   | 10                  | 4                   | 1                   | - RIAA: Platina - ARIA: Platina - BPI: Platina                                      |
| 1994 | Come - Megjelent: 1994. augusztus 16. - Kiadó: Warner Bros.                                                   | 15                  | 2                   | 4                   | 34                  | 9                   | 4                   | 7                   | 16                  | 7                   | 4                   | 1                   | - RIAA: Arany - BPI: Arany                                                          |
| 1994 | The Black Album - Megjelent: 1994. november 22. - Kiadó: Warner Bros.                                         | 47                  | 15                  | 7                   | 48                  | 49                  | 35                  | —                   | —                   | —                   | 8                   | 36                  |                                                                                     |
| 1995 | The Gold Experience - Megjelent: 1995. szeptember 26. - Kiadó: NPG, Warner Bros.                              | 6                   | 13                  | 28                  | 35                  | 24                  | 3                   | 12                  | —                   | 11                  | 7                   | 4                   | - RIAA: Arany - BPI: Arany                                                          |
| 1996 | Chaos and Disorder - Megjelent: 1996. július 9. - Kiadó: Warner Bros.                                         | 26                  | 54                  | 17                  | 43                  | 42                  | 8                   | 15                  | —                   | 32                  | 21                  | 14                  |                                                                                     |
| 1996 | Emancipation - Megjelent: 1996. november 19. - Kiadó: NPG, EMI                                                | 11                  | 8                   | 13                  | 24                  | 21                  | 13                  | 27                  | 22                  | 22                  | 1                   | 18                  | - RIAA: 2× Platina - MC: Platina                                                    |
| 1998 | Crystal Ball / The Truth - Megjelent: 1998. január 29. - Kiadó: NPG                                           | 62                  | —                   | —                   | —                   | —                   | —                   | —                   | —                   | —                   | —                   | 91                  |                                                                                     |
| 1999 | The Vault: Old Friends 4 Sale - Megjelent: 1999. augusztus 24. - Kiadó: Warner Bros.                          | 85                  | —                   | 40                  | —                   | 44                  | 15                  | —                   | —                   | —                   | 21                  | 47                  |                                                                                     |
| 1999 | Rave Un2 the Joy Fantastic - Megjelent: 1999. november 2. - Kiadó: NPG, Arista                                | 18                  | 82                  | 44                  | 5                   | 39                  | 17                  | 37                  | —                   | 51                  | 19                  | 145                 | - RIAA: Arany                                                                       |
| 2001 | The Rainbow Children - Megjelent: 2001. november 20. - Kiadó: NPG, Redline Entertainment                      | 109                 | —                   | 60                  | —                   | 29                  | 28                  | —                   | —                   | —                   | 30                  | —                   |                                                                                     |
| 2002 | One Nite Alone… - Megjelent: 2002. május 14. - Kiadó: NPG                                                     | —                   | —                   | —                   | —                   | —                   | —                   | —                   | —                   | —                   | —                   | —                   |                                                                                     |
| 2003 | Xpectation - Megjelent: 2003. január 1. - Kiadó: NPG                                                          | —                   | —                   | —                   | —                   | —                   | —                   | —                   | —                   | —                   | —                   | —                   |                                                                                     |
| 2003 | N·E·W·S - Megjelent: 2003. május 26. - Kiadó: NPG, MP Media                                                   | —                   | —                   | —                   | —                   | 93                  | 83                  | —                   | —                   | —                   | —                   | —                   |                                                                                     |
| 2004 | Musicology - Megjelent: 2004. március 27. - Kiadó: NPG, Columbia                                              | 3                   | 19                  | 4                   | 11                  | 4                   | 3                   | 2                   | 25                  | 6                   | 2                   | 3                   | - RIAA: 2× Platina - BPI: Arany - MC: Arany                                         |
| 2004 | The Chocolate Invasion - Megjelent: 2004. március 29. - Kiadó: NPG                                            | —                   | —                   | —                   | —                   | —                   | —                   | —                   | —                   | —                   | —                   | —                   |                                                                                     |
| 2004 | The Slaughterhouse - Megjelent: 2004. március 29. - Kiadó: NPG                                                | —                   | —                   | —                   | —                   | —                   | —                   | —                   | —                   | —                   | —                   | —                   |                                                                                     |
| 2006 | 3121 - Megjelent: 2006. március 21. - Kiadó: NPG, Universal                                                   | 1                   | 18                  | 15                  | 9                   | 4                   | 3                   | 5                   | —                   | 18                  | 1                   | 9                   | - RIAA: Arany - BPI: Ezüst                                                          |
| 2007 | Planet Earth - Megjelent: 2007. július 24. - Kiadó: NPG, Columbia                                             | 3                   | 38                  | 11                  | 17                  | 7                   | 3                   | 9                   | —                   | 35                  | 1                   | —                   |                                                                                     |
| 2009 | Lotusflow3r / MPLSound (Bria Valente Elixer albumával együtt kiadva) - Megjelent: March 29, 2009 - Kiadó: NPG | 2                   | —                   | —                   | —                   | —                   | 23                  | —                   | —                   | —                   | —                   | —                   |                                                                                     |
| 2010 | 20Ten - Megjelent: 2010. július 10. - Kiadó: NPG                                                              | —                   | —                   | —                   | —                   | —                   | —                   | —                   | —                   | —                   | —                   | —                   |                                                                                     |
| 2014 | Plectrumelectrum - Megjelent: 2014. szeptember 26. - Kiadó: NPG, Warner Bros.                                 | 8                   | 33                  | 10                  | —                   | 31                  | 9                   | 8                   | 31                  | 50                  | 8                   | 11                  |                                                                                     |
| 2014 | Art Official Age - Megjelent: 2014. szeptember 26. - Kiadó: NPG, Warner Bros.                                 | 5                   | 15                  | 8                   | 21                  | 18                  | 4                   | 2                   | 17                  | 9                   | 4                   | 8                   |                                                                                     |
| 2015 | HITnRUN Phase One - Megjelent: 2015. szeptember 27 - Kiadó: NPG                                               | 48                  | 25                  | 53                  | —                   | 53                  | 11                  | —                   | —                   | —                   | 27                  | 50                  |                                                                                     |
| 2015 | HITnRUN Phase Two - Megjelent: 2015. december 12. - Kiadó: NPG                                                | 40                  | 117                 | 20                  | 47                  | 21                  | 38                  | —                   | —                   | 50                  | 9                   | 21                  |                                                                                     |

### Posztumusz albumok
| Év   | Album                                                                               | Legmagasabb pozíció                  | Legmagasabb pozíció                  | Legmagasabb pozíció                  | Legmagasabb pozíció                  | Legmagasabb pozíció                  | Legmagasabb pozíció                  | Legmagasabb pozíció                  | Legmagasabb pozíció                  | Legmagasabb pozíció                  | Legmagasabb pozíció                  |
| Év   | Album                                                                               | US                                   | AUS                                  | AUT                                  | CAN                                  | GER                                  | NLD                                  | NOR                                  | SWE                                  | SWI                                  | UK                                   |
| ---- | ----------------------------------------------------------------------------------- | ------------------------------------ | ------------------------------------ | ------------------------------------ | ------------------------------------ | ------------------------------------ | ------------------------------------ | ------------------------------------ | ------------------------------------ | ------------------------------------ | ------------------------------------ |
| 2018 | Piano and a Microphone 1983 - Megjelent: 2018. szeptember 21. - Kiadó: Warner Bros. | 11                                   | 33                                   | 10                                   | 87                                   | 12                                   | 5                                    | 18                                   | 22                                   | 6                                    | 12                                   |
| 2019 | Originals - Megjelent: 2019. június 7. - Kiadó: NPG / Warner Bros.                  | 15                                   | 18                                   | 34                                   | 66                                   | 26                                   | 11                                   | —                                    | 54                                   | 9                                    | 21                                   |
| 2021 | Welcome 2 America - Megjelenés: 2021. július 30. - Kiadó: NPG / Legacy              | Még nem jelent meg slágerlista adat. | Még nem jelent meg slágerlista adat. | Még nem jelent meg slágerlista adat. | Még nem jelent meg slágerlista adat. | Még nem jelent meg slágerlista adat. | Még nem jelent meg slágerlista adat. | Még nem jelent meg slágerlista adat. | Még nem jelent meg slágerlista adat. | Még nem jelent meg slágerlista adat. | Még nem jelent meg slágerlista adat. |

### Koncertalbumok
| Év   | Album | Legmagasabb pozíció | Legmagasabb pozíció | Legmagasabb pozíció |
| Év   | Album | GER                 | NLD                 | SWI                 |
| ---- | --- | ------------------- | ------------------- | ------------------- |
| 2002 | One Nite Alone… Live! - Megjelent: 2002. december 17. - Kiadó: NPG Records                                        | 58                  | —                   | 36                  |
| 2003 | C-Note - Megjelent: 2003. január 3. - Kiadó: NPG Records                                                          | —                   | —                   | —                   |
| 2008 | Indigo Nights - Megjelent: 2008. szeptember 30. - Kiadó: NPG Records                                              | —                   | —                   | —                   |
| 2020 | Prince and the Revolution: Live - Megjelent: 2020. május 15. - Kiadó: Warner Bros.                                | —                   | —                   | —                   |
| 2020 | Up All Nite with Prince: The One Nite Alone Collection - Megjelent: 2020. május 29. - Kiadó: NPG Records / Legacy | 30                  | 38                  | 61                  |

### Speciális kiadások
Ebben a szekcióban remixalbumok, mixtape-ek és prémium verziók szerepelnek.
| Év   | Album | Legmagasabb pozíció | Legmagasabb pozíció | Legmagasabb pozíció | Legmagasabb pozíció | Legmagasabb pozíció |
| Év   | Album | US                  | AUT                 | NLD                 | SWI                 | UK                  |
| ---- | --- | ------------------- | ------------------- | ------------------- | ------------------- | ------------------- |
| 1995 | The Versace Experience: Prelude 2 Gold - Megjelent: 1995. július 8. (kazetta) - Újra kiadva: 2019. április 13. (kazetta) - Újra kiadva: 2019. szeptember 13. (egyéb formátumok) - Kiadó: NPG Records / Legacy | 170                 | 50                  | 29                  | 30                  | 83                  |
| 2001 | Rave In2 the Joy Fantastic - Megjelent: 2001. április 29. - Kiadó: NPG Records | —                   | —                   | —                   | —                   | —                   |
| 2017 | Purple Rain Deluxe / Purple Rain Deluxe Expanded - Megjelent: 2017. június 23. - Kiadó: Warner Bros. | 4                   | 9                   | 3                   | 12                  | 7                   |
| 2019 | Ultimate Rave - Megjelent: 2019. április 26. - Kiadó: Legacy | —                   | —                   | 85                  | —                   | —                   |
| 2019 | 1999 Remastered / 1999 Deluxe / 1999 Super Deluxe - Megjelent: 2019. november 27. - Kiadó: Warner Bros. | 45                  | 72                  | 15                  | 26                  | 46                  |
| 2020 | Sign o' the Times Remastered / Sign o' the Times Deluxe / Sign o' the Times Super Deluxe - Megjelent: 2020. szeptember 25. - Kiadó: Warner Bros.                                                              | 20                  | —                   | 2                   | 3                   | 7                   |

### Válogatásalbumok
| Év   | Album | Legmagasabb pozíció | Legmagasabb pozíció | Legmagasabb pozíció | Legmagasabb pozíció | Legmagasabb pozíció | Legmagasabb pozíció | Legmagasabb pozíció | Legmagasabb pozíció | Legmagasabb pozíció | Legmagasabb pozíció | Legmagasabb pozíció | Minősítés                                                                        |
| Év   | Album | US                  | AUS                 | AUT                 | CAN                 | GER                 | NLD                 | NOR                 | NZ                  | SWE                 | SWI                 | UK                  | Minősítés                                                                        |
| ---- | --- | ------------------- | ------------------- | ------------------- | ------------------- | ------------------- | ------------------- | ------------------- | ------------------- | ------------------- | ------------------- | ------------------- | -------------------------------------------------------------------------------- |
| 1985 | His Majesty's Pop Life - Megjelent: 1985 (csak Japánban) - Újra kiadva: 2019. április 13. - Kiadó: Paisley Park / Warner Bros. | 184 (2019)          | —                   | —                   | —                   | —                   | —                   | —                   | —                   | —                   | —                   | —                   |                                                                                  |
| 1993 | The Hits 1 - Megjelent: 1993. szeptember 14. - Kiadó: Warner Bros.                                                             | 46                  | 19                  | 7                   | 34                  | 20                  | 14                  | 15                  | 12                  | 10                  | 22                  | 5                   | - RIAA: Platina - ARIA: Platina - BPI: Platina                                   |
| 1993 | The Hits 2 - Megjelent: 1993. szeptember 14. - Kiadó: Warner Bros.                                                             | 54                  | 20                  | 9                   | 36                  | 19                  | 15                  | 14                  | 8                   | 6                   | 10                  | 5                   | - RIAA: Platina - ARIA: Arany - BPI: Platina                                     |
| 1993 | The Hits/The B-Sides - Megjelent: 1993. szeptember 14. - Kiadó: Warner Bros.                                                   | 4                   | 4                   | —                   | 67                  | 58                  | 10                  | 11                  | 1                   | 19                  | 9                   | 4                   | - RIAA: Platina - BPI: Arany - RMNZ: Platina                                     |
| 1996 | Girl 6 - Megjelent: 1996. március 19. - Kiadó: Warner Bros.                                                                    | 75                  | —                   | —                   | —                   | —                   | 83                  | —                   | —                   | —                   | —                   | —                   |                                                                                  |
| 2001 | The Very Best of Prince - Megjelent: 2001. július 31. - Kiadó: Warner Bros.                                                    | 1                   | 2                   | 5                   | 1                   | 5                   | 3                   | 2                   | 1                   | 4                   | 1                   | 2                   | - RIAA: Platina - ARIA: 2× Platina - BPI: 2× Platina - MC: Arany - RMNZ: Platina |
| 2006 | Ultimate Prince - Megjelent: 2006. augusztus 22. - Kiadó: Warner Bros.                                                         | 6                   | 6                   | 22                  | 22                  | 19                  | 39                  | 10                  | 3                   | 7                   | 9                   | 3                   | - BPI: Platina - RMNZ: Platina                                                   |
| 2016 | 4Ever - Megjelent: 2016. november 22. - Kiadó: NPG / Warner Bros.                                                              | 33                  | 36                  | 64                  | 40                  | 87                  | 10                  | —                   | —                   | —                   | 21                  | 21                  | - BPI: Arany                                                                     |
| 2018 | Anthology: 1995–2010 - Megjelent: 2018. augusztus 17. - Kiadó: NPG / Warner Bros.                                              | —                   | —                   | —                   | —                   | —                   | 197                 | —                   | —                   | —                   | 100                 | —                   |                                                                                  |

### Internetes albumok
Ebben a szekcióban olyan albumok szerepelnek, amelyek csak az interneten voltak letölthetők.
| Év   | Album |
| ---- | --- |
| 2001 | NPG Music Club Volume 1 - Megjelent: 2001. február 18. - Kiadó: NPG                                                                               |
| 2001 | NPG Music Club Volume 2 - Megjelent: 2001. március 22. - Kiadó: NPG                                                                               |
| 2001 | NPG Music Club Volume 3 - Megjelent: 2001. április 22. - Kiadó: NPG                                                                               |
| 2001 | NPG Music Club Volume 4 - Megjelent: 2001. május 15. - Kiadó: NPG                                                                                 |
| 2001 | NPG Music Club Volume 5 - Megjelent: 2001. június 11. - Kiadó: NPG                                                                                |
| 2001 | NPG Music Club Volume 6 - Megjelent: 2001. július 7. - Kiadó: NPG                                                                                 |
| 2001 | NPG Music Club Volume 7 - Megjelent: 2001. augusztus 28. - Kiadó: NPG                                                                             |
| 2001 | NPG Music Club Volume 8 - Megjelent: 2001. augusztus 28. - Kiadó: NPG                                                                             |
| 2001 | NPG Music Club Volume 9 - Megjelent: 2001. október 16. - Kiadó: NPG                                                                               |
| 2001 | NPG Music Club Volume 10 - Megjelent: 2001. november 15. - Kiadó: NPG                                                                             |
| 2001 | NPG Music Club Volume 11 - Megjelent: 2001. december 15. - Kiadó: NPG                                                                             |
| 2002 | NPG Music Club Volume 12 - Megjelent: 2002. január 17. - Kiadó: NPG                                                                               |
| 2009 | Lotusflow3r (letölthető verzió, melyen a "The Morning After" szerepel a "Crimson and Clover" helyett) - Megjelent: 2009. március 24. - Kiadó: NPG |

### Videóalbumok
| Év   | Album | Legmagasabb pozíció | Legmagasabb pozíció | Minősítés      |
| Év   | Album | US                  | AUT                 | Minősítés      |
| ---- | --- | ------------------- | ------------------- | -------------- |
| 1984 | Purple Rain - Megjelent: 1984. december 14. - Kiadó: Warner Home Video - Musical dráma film                     | 1                   | —                   |                |
| 1985 | Prince and the Revolution: Live - Megjelent: 1985. július 29. - Kiadó: Warner Home Video - Koncert              | 1                   | —                   | US: 2× Platina |
| 1986 | Under the Cherry Moon - Megjelent: 1986. július 2. - Kiadó: Warner Home Video - Musical dráma film              | —                   | —                   |                |
| 1987 | Sign o' the Times - Megjelent: 1987. november 27. - Kiadó: MCA Records - Koncert                                | 10                  | —                   | US: Platina    |
| 1989 | Lovesexy Live 1 - Megjelent: 1989. április 19. - Kiadó: Warner Home Video - Koncert                             | —                   | —                   |                |
| 1989 | Lovesexy Live 2 - Megjelent: 1989. április 19. - Kiadó: Warner Home Video - Koncert                             | —                   | —                   |                |
| 1990 | Graffiti Bridge - Megjelent: 1990. november 2. - Kiadó: Warner Home Video - Musical dráma film                  | —                   | —                   |                |
| 1991 | Gett Off − The Home Video Film - Megjelent: 1991. szeptember 10. - Kiadó: Warner Reprise Video - Videókollekció | 6                   | —                   | US: Arany      |
| 1992 | Sexy MF - Megjelent: 1992. június 16. - Kiadó: Warner Home Video - Videóklip                                    | —                   | —                   |                |
| 1992 | Diamonds and Pearls Video Collection - Megjelent: 1992. október 6. - Kiadó: Warner Home Video - Videókollekció  | 6                   | —                   |                |
| 1993 | The Hits Collection - Megjelent: 1993. szeptember 14. - Kiadó: Warner Home Video - Videókollekció               | 10                  | —                   | US: Arany      |
| 1994 | 3 Chains o' Gold - Megjelent: 1994. augusztus 16. - Kiadó: Warner Home Video - Videókollekció                   | —                   | —                   |                |
| 1995 | Live! − The Sacrifice of Victor - Megjelent: 1995. március 6. - Kiadó: Warner Home Video - Koncert              | —                   | —                   |                |
| 1995 | The Undertaker - Megjelent: 1995. március 6. - Kiadó: Warner Home Video - Koncert                               | —                   | —                   |                |
| 1999 | Beautiful Strange - Megjelent: 1999. augusztus 24. - Kiadó: NPG Video - Videóklip és interjú Mel B-vel          | —                   | —                   |                |
| 2000 | Rave Un2 the Year 2000 - Megjelent: 2000. június 5. - Kiadó: NPG Video - Koncert                                | —                   | 20                  | UK: Arany      |
| 2003 | Live at the Aladdin Las Vegas - Megjelent: 2003. augusztus 12. - Kiadó: Hip-O Records - Koncert                 | 2                   | —                   |                |

### Madhouse albumok
| Év   | Album                                                    | Legmagasabb pozíció |
| Év   | Album                                                    | US                  |
| ---- | -------------------------------------------------------- | ------------------- |
| 1987 | 8 - Megjelent: 1987. január 21. - Kiadó: Paisley Park    | 107                 |
| 1987 | 16 - Megjelent: 1987. november 18. - Kiadó: Paisley Park | —                   |

### The New Power Generation albumok
| Év   | Album                                                    | Legmagasabb pozíció | Legmagasabb pozíció | Legmagasabb pozíció | Legmagasabb pozíció | Legmagasabb pozíció | Legmagasabb pozíció | Legmagasabb pozíció | Legmagasabb pozíció | Legmagasabb pozíció |
| Év   | Album                                                    | US                  | AUS                 | AUT                 | GER                 | NLD                 | NOR                 | SWE                 | SWI                 | UK                  |
| ---- | -------------------------------------------------------- | ------------------- | ------------------- | ------------------- | ------------------- | ------------------- | ------------------- | ------------------- | ------------------- | ------------------- |
| 1993 | Goldnigga - Megjelent: 1993. augusztus 31. - Kiadó: NPG  | —                   | —                   | —                   | —                   | —                   | —                   | —                   | —                   | —                   |
| 1995 | Exodus - Megjelent: 1995. március 27. - Kiadó: NPG       | —                   | —                   | —                   | —                   | 31                  | —                   | —                   | 34                  | 11                  |
| 1998 | Newpower Soul - Megjelent: 1998. június 30. - Kiadó: NPG | 22                  | 47                  | 24                  | 34                  | 23                  | 40                  | 57                  | 22                  | 38                  |

### The NPG Orchestra albumok
| Év   | Album |
| ---- | --- |
| 1997 | Kamasutra - Megjelent: 1997. február 14. (kazetta) - Megjelent: 1998. január 29. (CD, a Crystal Ball / The Truth / Kamasutra díszdoboz részeként) - Kiadó: NPG |

## Középlemezek
| Year | EP details                                                                                          | Peak chart positions | Peak chart positions | Peak chart positions | Peak chart positions | Peak chart positions | Peak chart positions | Peak chart positions |
| Year | EP details                                                                                          | US                   | AUS                  | AUT                  | GER                  | NZ                   | SWI                  | UK                   |
| ---- | --------------------------------------------------------------------------------------------------- | -------------------- | -------------------- | -------------------- | -------------------- | -------------------- | -------------------- | -------------------- |
| 1989 | The Scandalous Sex Suite EP (Kim Basingerrel) - Megjelent: 1989. december 1. - Kiadó: Warner Bros.  | —                    | —                    | 25                   | —                    | —                    | —                    | —                    |
| 1990 | New Power Generation Remixes - Megjelent: 1990. november 29 - Kiadó: Paisley Park, Warner Bros.     | —                    | —                    | —                    | —                    | —                    | —                    | —                    |
| 1991 | Gett Off Remix EP - Megjelent: 1991. augusztus 12. - Kiadó: Paisley Park, Warner Bros.              | —                    | —                    | —                    | —                    | —                    | —                    | 33                   |
| 1991 | Cream Remixes - Megjelent: 1991. november 4. - Kiadó: Paisley Park, Warner Bros.                    | —                    | —                    | —                    | —                    | —                    | —                    | —                    |
| 1992 | My Name Is Prince Remixes - Megjelent: 1992. október 22. - Kiadó: Paisley Park, Warner Bros.        | —                    | —                    | —                    | —                    | —                    | —                    | 51                   |
| 1992 | 7 Remixes - Megjelent: 1992. december 3. - Kiadó: Paisley Park, Warner Bros.                        | —                    | —                    | —                    | —                    | —                    | —                    | —                    |
| 1994 | The Beautiful Experience - Megjelent: 1994. május 17. - Kiadó: NPG, Bellmark Records                | 92                   | 14                   | 16                   | 29                   | 47                   | 4                    | 18                   |
| 1994 | Letitgo Remixes - Megjelent: 1994. szeptember 27. - Kiadó: Warner Bros.                             | —                    | —                    | —                    | —                    | —                    | —                    | —                    |
| 1994 | Space Remixes - Megjelent: 1994. november 1. - Kiadó: Warner Bros.                                  | —                    | —                    | —                    | —                    | —                    | —                    | —                    |
| 1995 | I Hate U Remixes - Megjelent: 1995. szeptember 29. - Kiadó: Warner Bros., NPG                       | —                    | —                    | —                    | —                    | —                    | —                    | —                    |
| 1999 | 1999: The New Master - Megjelent: 1999. február 2. - Kiadó: NPG                                     | 150                  | —                    | —                    | —                    | —                    | —                    | —                    |
| 1999 | The Greatest Romance Ever Sold Remixes - Megjelent: 1999. november 23. - Kiadó: NPG, Arista Records | —                    | —                    | —                    | —                    | —                    | —                    | —                    |
| 2013 | The Breakfast Experience - Megjelent: 2013. október 24. - Kiadó: NPG                                | —                    | —                    | —                    | —                    | —                    | —                    | —                    |

## Kislemezek

### Kislemezek
| Év   | Dal                                                      | Legmagasabb pozíció | Legmagasabb pozíció | Legmagasabb pozíció | Legmagasabb pozíció | Legmagasabb pozíció | Legmagasabb pozíció | Legmagasabb pozíció | Legmagasabb pozíció | Legmagasabb pozíció | Legmagasabb pozíció | Legmagasabb pozíció | Legmagasabb pozíció | Legmagasabb pozíció | Legmagasabb pozíció | Album                       |
| Év   | Dal                                                      | US                  | US R&B/HH           | US Dance            | AUS                 | AUT                 | CAN                 | GER                 | NLD                 | NOR                 | SWE                 | SWI                 | UK                  | IRE                 | NZ                  | Album                       |
| ---- | -------------------------------------------------------- | ------------------- | ------------------- | ------------------- | ------------------- | ------------------- | ------------------- | ------------------- | ------------------- | ------------------- | ------------------- | ------------------- | ------------------- | ------------------- | ------------------- | --------------------------- |
| 1978 | "Soft and Wet"                                           | 92                  | 12                  | —                   | —                   | —                   | —                   | —                   | —                   | —                   | —                   | —                   | —                   | —                   | —                   | For You                     |
| 1978 | "Just as Long as We’re Together"                         | —                   | 91                  | —                   | —                   | —                   | —                   | —                   | —                   | —                   | —                   | —                   | —                   | —                   | —                   | For You                     |
| 1979 | "I Wanna Be Your Lover"                                  | 11                  | 1                   | 2                   | —                   | —                   | 62                  | —                   | —                   | —                   | —                   | —                   | 41                  | —                   | 3                   | Prince                      |
| 1980 | "Why You Wanna Treat Me So Bad?"                         | —                   | 13                  | —                   | —                   | —                   | —                   | —                   | —                   | —                   | —                   | —                   | —                   | —                   | —                   | Prince                      |
| 1980 | "Still Waiting"                                          | —                   | 65                  | —                   | —                   | —                   | —                   | —                   | —                   | —                   | —                   | —                   | —                   | —                   | —                   | Prince                      |
| 1980 | "Sexy Dancer"                                            | —                   | —                   | 2                   | —                   | —                   | —                   | —                   | —                   | —                   | —                   | —                   | —                   | —                   | —                   | Prince                      |
| 1980 | "Bambi"                                                  | —                   | —                   | —                   | —                   | —                   | —                   | —                   | —                   | —                   | —                   | —                   | —                   | —                   | —                   | Prince                      |
| 1980 | "Uptown"                                                 | —                   | 5                   | 5                   | —                   | —                   | —                   | —                   | —                   | —                   | —                   | —                   | —                   | —                   | —                   | Dirty Mind                  |
| 1980 | "Dirty Mind"                                             | —                   | 65                  | 5                   | —                   | —                   | —                   | —                   | —                   | —                   | —                   | —                   | —                   | —                   | —                   | Dirty Mind                  |
| 1980 | "Head" (limitált kiadás)                                 | —                   | —                   | 5                   | —                   | —                   | —                   | —                   | —                   | —                   | —                   | —                   | —                   | —                   | —                   | Dirty Mind                  |
| 1981 | "Do It All Night" (UK)                                   | —                   | —                   | —                   | —                   | —                   | —                   | —                   | —                   | —                   | —                   | —                   | —                   | —                   | —                   | Dirty Mind                  |
| 1981 | "Gotta Stop (Messin' About)" (UK)                        | —                   | —                   | —                   | —                   | —                   | —                   | —                   | —                   | —                   | —                   | —                   | —                   | —                   | —                   | Nem jelent meg albumon      |
| 1981 | "Controversy"                                            | 70                  | 3                   | 1                   | 15                  | —                   | —                   | —                   | 28                  | —                   | —                   | —                   | —                   | —                   | —                   | Controversy                 |
| 1981 | "Let's Work"                                             | —                   | 9                   | 1                   | —                   | —                   | —                   | —                   | —                   | —                   | —                   | —                   | —                   | —                   | —                   | Controversy                 |
| 1982 | "Sexuality" (Németország és Ausztrália)                  | —                   | —                   | —                   | 88                  | —                   | —                   | —                   | —                   | —                   | —                   | —                   | —                   | —                   | —                   | Controversy                 |
| 1982 | "Do Me, Baby"                                            | —                   | —                   | —                   | —                   | —                   | —                   | —                   | —                   | —                   | —                   | —                   | —                   | —                   | —                   | Controversy                 |
| 1982 | "1999"                                                   | 12                  | 4                   | 1                   | 2                   | —                   | 6                   | 75                  | 14                  | —                   | —                   | —                   | 2                   | 21                  | 4                   | 1999                        |
| 1983 | "Little Red Corvette"                                    | 6                   | 11                  | 61                  | 8                   | —                   | 5                   | —                   | —                   | —                   | —                   | —                   | 2                   | —                   | 12                  | 1999                        |
| 1983 | "Delirious"                                              | 8                   | 18                  | —                   | —                   | —                   | 27                  | —                   | —                   | —                   | —                   | —                   | —                   | —                   | 33                  | 1999                        |
| 1983 | "Let's Pretend We're Married"                            | 52                  | 55                  | 52                  | —                   | —                   | —                   | —                   | —                   | —                   | —                   | —                   | —                   | —                   | —                   | 1999                        |
| 1983 | "Automatic" (Ausztrália)                                 | —                   | —                   | —                   | —                   | —                   | —                   | —                   | —                   | —                   | —                   | —                   | —                   | —                   | —                   | 1999                        |
| 1984 | "When Doves Cry"                                         | 1                   | 1                   | 1                   | 1                   | 19                  | 1                   | 16                  | 6                   | 10                  | 18                  | 17                  | 4                   | 2                   | 2                   | Purple Rain                 |
| 1984 | "Let's Go Crazy"                                         | 1                   | 1                   | 1                   | 10                  | —                   | 2                   | —                   | 11                  | —                   | —                   | —                   | 7                   | —                   | 13                  | Purple Rain                 |
| 1984 | "Purple Rain"                                            | 2                   | 3                   | —                   | 41                  | 4                   | 3                   | 5                   | 1                   | 5                   | 5                   | 4                   | 6                   | 8                   | 8                   | Purple Rain                 |
| 1984 | "I Would Die 4 U"                                        | 8                   | 11                  | 50                  | 96                  | —                   | 12                  | —                   | 7                   | —                   | —                   | —                   | 58                  | —                   | —                   | Purple Rain                 |
| 1985 | "Take Me with U"                                         | 25                  | 40                  | —                   | —                   | —                   | —                   | —                   | —                   | —                   | —                   | —                   | 7                   | —                   | —                   | Purple Rain                 |
| 1985 | "Raspberry Beret"                                        | 2                   | 3                   | 4                   | 13                  | —                   | 8                   | 35                  | 23                  | —                   | —                   | —                   | 25                  | 24                  | 2                   | Around the World in a Day   |
| 1985 | "Paisley Park" (Európa és Ausztrália)                    | —                   | —                   | —                   | 38                  | —                   | —                   | —                   | 40                  | —                   | —                   | —                   | 18                  | 11                  | 26                  | Around the World in a Day   |
| 1985 | "Pop Life"                                               | 7                   | 8                   | 5                   | 67                  | —                   | —                   | 65                  | —                   | —                   | —                   | —                   | 60                  | 29                  | 44                  | Around the World in a Day   |
| 1985 | "America"                                                | 46                  | 35                  | —                   | —                   | —                   | —                   | —                   | —                   | —                   | —                   | —                   | —                   | —                   | —                   | Around the World in a Day   |
| 1986 | "Kiss"                                                   | 1                   | 1                   | 1                   | 2                   | 8                   | 4                   | 4                   | 3                   | 10                  | 16                  | 3                   | 6                   | 11                  | 2                   | Parade                      |
| 1986 | "Mountains"                                              | 23                  | 15                  | 11                  | 45                  | —                   | —                   | 32                  | 16                  | —                   | —                   | —                   | 45                  | 15                  | 37                  | Parade                      |
| 1986 | "Anotherloverholenyohead"                                | 63                  | 18                  | 21                  | —                   | —                   | —                   | —                   | —                   | —                   | —                   | —                   | 36                  | 15                  | 36                  | Parade                      |
| 1986 | "Girls & Boys" (Európában)                               | —                   | —                   | 21                  | —                   | —                   | —                   | 27                  | 12                  | —                   | —                   | —                   | 11                  | 4                   | —                   | Parade                      |
| 1987 | "Sign o' the Times"                                      | 3                   | 1                   | 2                   | 29                  | 20                  | 5                   | 35                  | 7                   | 7                   | 14                  | 11                  | 10                  | 6                   | 4                   | Sign o' the Times           |
| 1987 | "If I Was Your Girlfriend"                               | 67                  | 12                  | —                   | —                   | —                   | —                   | —                   | 17                  | —                   | —                   | 15                  | 20                  | 8                   | 48                  | Sign o' the Times           |
| 1987 | "U Got the Look" (Sheena Eastonnal)                      | 2                   | 11                  | —                   | 90                  | 23                  | 22                  | 61                  | 11                  | —                   | —                   | —                   | 11                  | 9                   | 8                   | Sign o' the Times           |
| 1987 | "I Could Never Take the Place of Your Man"               | 10                  | 14                  | 4                   | —                   | —                   | 33                  | —                   | 30                  | —                   | —                   | —                   | 29                  | 10                  | 9                   | Sign o' the Times           |
| 1988 | "Alphabet St."                                           | 8                   | 3                   | 22                  | 20                  | —                   | 14                  | 18                  | 3                   | 1                   | 5                   | 5                   | 9                   | 3                   | 1                   | Lovesexy                    |
| 1988 | "Glam Slam"                                              | —                   | 44                  | —                   | —                   | —                   | —                   | 33                  | 9                   | —                   | —                   | —                   | 29                  | 11                  | 12                  | Lovesexy                    |
| 1988 | "I Wish U Heaven"                                        | —                   | 18                  | —                   | —                   | —                   | —                   | 53                  | 20                  | —                   | —                   | —                   | 24                  | 9                   | 24                  | Lovesexy                    |
| 1989 | "Batdance"                                               | 1                   | 1                   | 1                   | 2                   | 17                  | 1                   | 10                  | 4                   | 1                   | 5                   | 1                   | 2                   | 2                   | 1                   | Batman                      |
| 1989 | "Partyman"                                               | 18                  | 5                   | 45                  | 38                  | —                   | 31                  | 32                  | 16                  | —                   | —                   | 25                  | 14                  | 6                   | 16                  | Batman                      |
| 1989 | "The Arms of Orion" (Sheena Eastonnal)                   | 36                  | —                   | —                   | —                   | —                   | —                   | —                   | 13                  | —                   | —                   | —                   | 27                  | 5                   | 44                  | Batman                      |
| 1989 | "Scandalous!" (limitált kiadás)                          | —                   | 5                   | —                   | 95                  | 17                  | —                   | —                   | 21                  | —                   | —                   | —                   | —                   | —                   | —                   | Batman                      |
| 1990 | "The Future" (Európa)                                    | —                   | —                   | —                   | —                   | —                   | —                   | 39                  | 9                   | —                   | —                   | 15                  | —                   | —                   | —                   | Batman                      |
| 1990 | "Thieves in the Temple"                                  | 6                   | 1                   | 9                   | 16                  | —                   | 5                   | 21                  | 8                   | 4                   | 11                  | 12                  | 7                   | 2                   | 5                   | Graffiti Bridge             |
| 1990 | "New Power Generation"                                   | 64                  | 27                  | —                   | 91                  | —                   | —                   | —                   | 18                  | —                   | —                   | —                   | 26                  | 11                  | —                   | Graffiti Bridge             |
| 1991 | "Gett Off"                                               | 21                  | 6                   | 1                   | 8                   | 9                   | 25                  | 13                  | 3                   | 7                   | 13                  | 3                   | 4                   | 3                   | 13                  | Diamonds and Pearls         |
| 1991 | "Cream"                                                  | 1                   | —                   | —                   | 2                   | 4                   | 2                   | 21                  | 7                   | 3                   | 6                   | 3                   | 15                  | 7                   | 5                   | Diamonds and Pearls         |
| 1991 | "Insatiable" (US; limitált kiadás)                       | 77                  | 3                   | —                   | —                   | —                   | —                   | —                   | —                   | —                   | —                   | —                   | —                   | —                   | —                   | Diamonds and Pearls         |
| 1991 | "Diamonds and Pearls"                                    | 3                   | 1                   | —                   | 13                  | 19                  | 5                   | 28                  | 15                  | —                   | 12                  | 7                   | 25                  | 8                   | 8                   | Diamonds and Pearls         |
| 1992 | "Money Don't Matter 2 Night"                             | 23                  | 14                  | —                   | 18                  | 23                  | 19                  | 48                  | 9                   | —                   | 34                  | 23                  | 19                  | 10                  | 20                  | Diamonds and Pearls         |
| 1992 | "Thunder" (Európa)                                       | —                   | —                   | —                   | —                   | —                   | —                   | —                   | —                   | —                   | —                   | —                   | 28                  | 3                   | —                   | Diamonds and Pearls         |
| 1992 | "Sexy MF"                                                | 66                  | 76                  | —                   | 5                   | 6                   | 11                  | 11                  | 4                   | 5                   | 13                  | 8                   | 4                   | 5                   | 6                   | Love Symbol Album           |
| 1992 | "My Name Is Prince"                                      | 36                  | 25                  | 9                   | 9                   | 7                   | 5                   | 19                  | 8                   | —                   | 15                  | 14                  | 7                   | 5                   | 7                   | Love Symbol Album           |
| 1992 | "7"                                                      | 7                   | 61                  | —                   | 25                  | —                   | 3                   | 77                  | 34                  | —                   | —                   | 28                  | 27                  | —                   | 12                  | Love Symbol Album           |
| 1992 | "Damn U" (US; limitált kiadás)                           | —                   | 32                  | —                   | —                   | —                   | —                   | —                   | —                   | —                   | —                   | —                   | —                   | —                   | —                   | Love Symbol Album           |
| 1993 | "The Morning Papers"                                     | 44                  | 68                  | —                   | 87                  | —                   | 8                   | —                   | 39                  | —                   | —                   | 31                  | 52                  | —                   | —                   | Love Symbol Album           |
| 1993 | "Pink Cashmere"                                          | 50                  | 14                  | —                   | 87                  | —                   | 7                   | —                   | —                   | —                   | —                   | —                   | —                   | —                   | —                   | The Hits/The B-Sides        |
| 1993 | "Peach"                                                  | 107                 | —                   | —                   | 28                  | 25                  | —                   | 45                  | 8                   | 7                   | 39                  | 13                  | 14                  | 20                  | 15                  | The Hits/The B-Sides        |
| 1993 | "Controversy" (újrakiadás; UK)                           | —                   | —                   | —                   | —                   | —                   | —                   | —                   | —                   | —                   | —                   | —                   | 5                   | —                   | —                   | The Hits/The B-Sides        |
| 1994 | "The Most Beautiful Girl in the World"                   | 3                   | 2                   | —                   | 1                   | 5                   | 6                   | 9                   | 1                   | 4                   | 13                  | 1                   | 1                   | 4                   | 1                   | The Gold Experience         |
| 1994 | "Letitgo"                                                | 31                  | 10                  | —                   | 22                  | 29                  | 20                  | 45                  | 14                  | 7                   | —                   | 21                  | 30                  | 26                  | 24                  | Come                        |
| 1994 | "Space" (limitált kiadás)                                | —                   | —                   | —                   | 91                  | —                   | —                   | —                   | —                   | —                   | —                   | —                   | —                   | —                   | —                   | Come                        |
| 1995 | "Purple Medley" (limitált kiadás)                        | 84                  | 74                  | —                   | 40                  | —                   | —                   | —                   | 30                  | 19                  | —                   | —                   | 33                  | —                   | —                   | Nem jelent meg albumon      |
| 1995 | "I Hate U"                                               | 12                  | 3                   | —                   | 33                  | —                   | 25                  | 62                  | 18                  | —                   | —                   | 31                  | 20                  | —                   | 22                  | The Gold Experience         |
| 1995 | "Gold"                                                   | 88                  | 92                  | —                   | 94                  | —                   | 39                  | 58                  | 25                  | —                   | 19                  | —                   | 10                  | 23                  | —                   | The Gold Experience         |
| 1996 | "Dinner with Delores" (UK)                               | —                   | —                   | —                   | —                   | —                   | —                   | —                   | —                   | —                   | —                   | —                   | 36                  | —                   | —                   | Chaos and Disorder          |
| 1996 | "Betcha by Golly Wow!"                                   | —                   | —                   | —                   | 18                  | —                   | 9                   | 62                  | 42                  | —                   | —                   | 27                  | 11                  | —                   | 24                  | Emancipation                |
| 1997 | "The Holy River"                                         | —                   | —                   | —                   | —                   | —                   | 31                  | 92                  | 63                  | —                   | —                   | —                   | 19                  | —                   | —                   | Emancipation                |
| 1997 | "NYC"                                                    | —                   | —                   | —                   | —                   | —                   | —                   | —                   | —                   | —                   | —                   | —                   | —                   | —                   | —                   | Nem jelent meg albumon      |
| 1997 | "The Truth"                                              | —                   | —                   | —                   | —                   | —                   | —                   | —                   | —                   | —                   | —                   | —                   | —                   | —                   | —                   | The Truth                   |
| 1998 | "1999" (újrakiadás)                                      | 40                  | 45                  | —                   | —                   | —                   | —                   | 86                  | 31                  | —                   | —                   | —                   | 10                  | 18                  | —                   | 1999                        |
| 1999 | "The Greatest Romance Ever Sold"                         | 63                  | 23                  | —                   | —                   | —                   | —                   | 79                  | 71                  | —                   | —                   | —                   | 65                  | —                   | —                   | Rave Un2 the Joy Fantastic  |
| 1999 | "1999: The New Master" (1999)                            | —                   | —                   | —                   | 47                  | —                   | —                   | —                   | —                   | —                   | —                   | —                   | 40                  | —                   | —                   | 1999: The New Master        |
| 2000 | "U Make My Sun Shine" (Angie Stone-nal)                  | —                   | 108                 | —                   | —                   | —                   | —                   | —                   | —                   | —                   | —                   | —                   | —                   | —                   | —                   | The Chocolate Invasion      |
| 2000 | "When Will We B Paid?" (Audio Stepchilddal)              | —                   | —                   | —                   | —                   | —                   | —                   | —                   | —                   | —                   | —                   | —                   | —                   | —                   | —                   | Nem jelent meg albumon      |
| 2001 | "Supercute"                                              | —                   | —                   | —                   | —                   | —                   | —                   | —                   | —                   | —                   | —                   | —                   | —                   | —                   | —                   | The Chocolate Invasion      |
| 2001 | "The Work, pt. 1"                                        | —                   | —                   | —                   | —                   | —                   | —                   | —                   | —                   | —                   | —                   | —                   | —                   | —                   | —                   | The Rainbow Children        |
| 2002 | "Days of Wild" (2002 verzió)                             | —                   | —                   | —                   | —                   | —                   | —                   | —                   | —                   | —                   | —                   | —                   | —                   | —                   | —                   | Nem jelent meg albumon      |
| 2004 | "Musicology"                                             | —                   | 44                  | —                   | 29                  | —                   | —                   | —                   | 32                  | 19                  | —                   | 27                  | —                   | —                   | 32                  | Musicology                  |
| 2004 | "Cinnamon Girl"                                          | —                   | —                   | —                   | —                   | —                   | —                   | 89                  | 34                  | —                   | —                   | —                   | 43                  | —                   | —                   | Musicology                  |
| 2004 | "Controversy (Live in Hawaii)"                           | —                   | —                   | —                   | —                   | —                   | —                   | —                   | —                   | —                   | —                   | —                   | —                   | —                   | —                   | Nem jelent meg albumon      |
| 2005 | "S.S.T."                                                 | —                   | —                   | —                   | —                   | —                   | —                   | —                   | —                   | —                   | —                   | —                   | —                   | —                   | —                   | Nem jelent meg albumon      |
| 2005 | "Te Amo Corazón"                                         | —                   | 67                  | —                   | —                   | 61                  | 7                   | 58                  | —                   | 11                  | 37                  | 24                  | —                   | —                   | —                   | 3121                        |
| 2006 | "Black Sweat"                                            | 60                  | 83                  | —                   | —                   | —                   | 2                   | 80                  | 29                  | —                   | —                   | 52                  | 43                  | 41                  | —                   | 3121                        |
| 2006 | "Fury"                                                   | —                   | —                   | —                   | —                   | —                   | —                   | —                   | 72                  | —                   | —                   | 92                  | 60                  | 47                  | —                   | 3121                        |
| 2007 | "Guitar"                                                 | —                   | —                   | —                   | —                   | —                   | —                   | —                   | 13                  | 29                  | —                   | 63                  | 81                  | —                   | —                   | Planet Earth                |
| 2007 | "F.U.N.K." (csak letölthető)                             | —                   | —                   | —                   | —                   | —                   | —                   | —                   | —                   | —                   | —                   | —                   | —                   | —                   | —                   | Nem jelent meg albumon      |
| 2009 | "Dance 4 Me" (csak letölthető)                           | —                   | —                   | —                   | —                   | —                   | —                   | —                   | —                   | —                   | —                   | —                   | —                   | —                   | —                   | MPLSound                    |
| 2011 | "Extraloveable" (Andy Alloval) (csak letölthető)         | —                   | —                   | —                   | —                   | —                   | —                   | —                   | —                   | —                   | —                   | —                   | —                   | —                   | —                   | HitnRun Phase Two           |
| 2012 | "Rock and Roll Love Affair"                              | —                   | —                   | —                   | —                   | —                   | —                   | —                   | —                   | —                   | —                   | —                   | 121                 | —                   | —                   | HitnRun Phase Two           |
| 2013 | "Screwdriver" (csak letölthető)                          | —                   | —                   | —                   | —                   | —                   | —                   | —                   | —                   | —                   | —                   | —                   | —                   | —                   | —                   | HitnRun Phase Two           |
| 2013 | "Fixurlifeup" (csak letölthető)                          | —                   | —                   | —                   | —                   | —                   | —                   | —                   | —                   | —                   | —                   | —                   | —                   | —                   | —                   | Plectrumelectrum            |
| 2013 | "Breakfast Can Wait" (csak letölthető)                   | —                   | —                   | —                   | —                   | —                   | —                   | —                   | —                   | —                   | —                   | —                   | —                   | —                   | —                   | Art Official Age            |
| 2014 | "Pretzelbodylogic" (csak letölthető)                     | —                   | —                   | —                   | —                   | —                   | —                   | —                   | —                   | —                   | —                   | —                   | 90                  | —                   | —                   | Plectrumelectrum            |
| 2014 | "Fallinlove2nite" (Zooey Deschanellel) (csak letölthető) | —                   | —                   | —                   | —                   | —                   | —                   | —                   | —                   | —                   | —                   | —                   | 113                 | —                   | —                   | HitnRun Phase One           |
| 2014 | "Breakdown" (csak letölthető)                            | —                   | —                   | —                   | —                   | —                   | —                   | —                   | —                   | —                   | —                   | —                   | —                   | —                   | —                   | Art Official Age            |
| 2014 | "Clouds" (csak letölthető)                               | —                   | —                   | —                   | —                   | —                   | —                   | —                   | —                   | —                   | —                   | —                   | —                   | —                   | —                   | Art Official Age            |
| 2015 | "Baltimore" (csak letölthető)                            | —                   | —                   | —                   | —                   | —                   | —                   | —                   | —                   | —                   | —                   | —                   | —                   | —                   | —                   | HitnRun Phase Two           |
| 2015 | "Hardrocklover"                                          | —                   | —                   | —                   | —                   | —                   | —                   | —                   | —                   | —                   | —                   | —                   | —                   | —                   | —                   | HitnRun Phase One           |
| 2015 | "This Could B Us" (csak letölthető)                      | —                   | —                   | —                   | —                   | —                   | —                   | —                   | —                   | —                   | —                   | —                   | —                   | —                   | —                   | HitnRun Phase One           |
| 2015 | "Free Urself" (csak letölthető)                          | —                   | —                   | —                   | —                   | —                   | —                   | —                   | —                   | —                   | —                   | —                   | —                   | —                   | —                   | Nem jelent meg albumon      |
| 2018 | "Nothing Compares 2 U"                                   | —                   | —                   | —                   | —                   | —                   | —                   | —                   | —                   | —                   | —                   | —                   | —                   | —                   | —                   | Originals                   |
| 2018 | "Mary Don't You Weep"                                    | —                   | —                   | —                   | —                   | —                   | —                   | —                   | —                   | —                   | —                   | —                   | —                   | —                   | —                   | Piano and a Microphone 1983 |
| 2019 | "I Feel for You (acoustic demo)"                         | —                   | —                   | —                   | —                   | —                   | —                   | —                   | —                   | —                   | —                   | —                   | —                   | —                   | —                   | Nem jelent meg albumon      |
| 2020 | "Sign o' the Times (limited edition 7" vinyl box set)"   | —                   | —                   | —                   | —                   | —                   | —                   | —                   | —                   | —                   | —                   | —                   | —                   | —                   | —                   | Sign o' the Times Deluxe    |

### Promocionális kislemezek
| Év   | Cím                                            | Legmagasabb pozíció | Legmagasabb pozíció | Legmagasabb pozíció | Legmagasabb pozíció | Album                             |
| Év   | Cím                                            | US                  | US R&B/HH           | US Dance            | UK                  | Album                             |
| ---- | ---------------------------------------------- | ------------------- | ------------------- | ------------------- | ------------------- | --------------------------------- |
| 1980 | "When You Were Mine"                           | —                   | —                   | —                   | —                   | Dirty Mind                        |
| 1983 | "D.M.S.R."                                     | —                   | —                   | —                   | —                   | 1999                              |
| 1984 | "Another Lonely Christmas"                     | —                   | —                   | —                   | —                   | "I Would Die 4 U" kislemez        |
| 1984 | "Erotic City"                                  | —                   | —                   | 1                   | —                   | "Let's Go Crazy" kislemez         |
| 1987 | "Hot Thing"                                    | 63                  | 14                  | 4                   | —                   | Sign o' the Times                 |
| 1989 | "Trust"                                        | —                   | —                   | —                   | —                   | Batman                            |
| 1992 | "Willing and Able"                             | —                   | —                   | —                   | —                   | Diamonds and Pearls               |
| 1993 | "Nothing Compares 2 U"                         | —                   | 62                  | —                   | —                   | The Hits/The B-Sides              |
| 1994 | "Pope"                                         | —                   | —                   | —                   | —                   | The Hits/The B-Sides              |
| 1994 | "Love Sign" (with Nona Gaye)                   | *                   | 32                  | —                   | —                   | 1-800-NEW-FUNK                    |
| 1994 | "Come"                                         | —                   | —                   | —                   | —                   | Come                              |
| 1995 | "Pussy Control"                                | —                   | —                   | —                   | —                   | The Gold Experience               |
| 1995 | "Dolphin"                                      | —                   | —                   | —                   | —                   | The Gold Experience               |
| 1995 | "Endorphinmachine"                             | —                   | —                   | —                   | —                   | The Gold Experience               |
| 1996 | "Slave"                                        | —                   | —                   | —                   | —                   | Emancipation                      |
| 1997 | "Somebody's Somebody"                          | —                   | 15                  | —                   | 19                  | Emancipation                      |
| 1997 | "Face Down"                                    | —                   | —                   | —                   | —                   | Emancipation                      |
| 1999 | "Extraordinary"                                | —                   | —                   | —                   | —                   | The Vault: Old Friends 4 Sale     |
| 1999 | "The Rest of My Life"                          | —                   | —                   | —                   | —                   | The Vault: Old Friends 4 Sale     |
| 1999 | "5 Women"                                      | —                   | —                   | —                   | —                   | The Vault: Old Friends 4 Sale     |
| 1999 | "It's About That Walk"                         | —                   | —                   | —                   | —                   | The Vault: Old Friends 4 Sale     |
| 1999 | "Baby Knows"                                   | —                   | —                   | —                   | —                   | Rave Un2 the Joy Fantastic        |
| 2000 | "Man'O'War"                                    | —                   | —                   | —                   | —                   | Rave Un2 the Joy Fantastic        |
| 2001 | "She Loves Me 4 Me"                            | —                   | —                   | —                   | —                   | The Rainbow Children              |
| 2002 | "Last December"                                | —                   | —                   | —                   | —                   | The Rainbow Children              |
| 2002 | One Nite Alone… Live EP                        | —                   | —                   | —                   | —                   | One Nite Alone… Live!             |
| 2003 | Live at the Aladdin Las Vegas                  | —                   | —                   | —                   | —                   | Live at the Aladdin Las Vegas DVD |
| 2004 | "Call My Name"                                 | 75                  | 27                  | —                   | —                   | Musicology                        |
| 2006 | "The Song of the Heart"                        | —                   | —                   | —                   | —                   | Táncoló Talpak                    |
| 2006 | "Beautiful, Loved & Blessed" (Támar Davisszel) | —                   | —                   | —                   | —                   | 3121                              |
| 2007 | "Chelsea Rodgers"                              | —                   | —                   | —                   | —                   | Planet Earth                      |
| 2007 | "Future Baby Mama"                             | —                   | 39                  | —                   | —                   | Planet Earth                      |
| 2007 | "The One U Wanna C"                            | —                   | —                   | —                   | —                   | Planet Earth                      |
| 2009 | "U're Gonna C Me"                              | —                   | —                   | —                   | —                   | MPLSound                          |

### Airplay dalok
| Év   | Dal                | Legmagasabb pozíció | Album               |
| Év   | Dal                | US R&B/HH           | Album               |
| ---- | ------------------ | ------------------- | ------------------- |
| 1995 | "Shhh"             | 62                  | The Gold Experience |
| 2007 | "Satisfied"        | 70                  | 3121                |
| 2009 | "Better with Time" | 78                  | MPLSound            |

### Internetes letöltések
Ebben a szekcióban olyan dalok szerepelnek, amelyeket csak interneten keresztül lehetett letölteni.
| Év   | Dal                                               | Weboldal                   |
| ---- | ------------------------------------------------- | -------------------------- |
| 2000 | "One Song"                                        | Love4OneAnother.com        |
| 2000 | "Cybersingle"                                     | NPGOnlineLtd.com           |
| 2004 | "Bataclan"                                        | NPGMusicClub.com           |
| 2005 | "Glasscutter"                                     | NPGMusicClub.com           |
| 2005 | "Live from Paisley Park"                          | NPGMusicClub.com           |
| 2005 | "Strange Relationship" (Élőben: Minneapolis)      | NPGMusicClub.com           |
| 2007 | "Guitar" (eredeti "demó" verzió)                  | 3121.com                   |
| 2007 | "Love" (akusztikus verzió)                        | 3121.com                   |
| 2013 | "Rock and Roll Love Affair" (Remix 7)             | 3rdeyegirl.com             |
| 2013 | "Screwdriver" (Remix)                             | 3rdeyegirl.com             |
| 2013 | "Boyfriend" (Demo)                                | 3rdeyegirl.com             |
| 2013 | "That Girl Thang"                                 | 3rdeyegirl.com             |
| 2013 | "Live Out Loud"                                   | 3rdeyegirl.com             |
| 2013 | "Ain't Gonna Miss U When U're Gone" (Ledisivel)   | 3rdeyegirl.com             |
| 2013 | "Extraloveable Reloaded"                          | 3rdeyegirl.com             |
| 2013 | "Menstrual Cycle"                                 | 3rdeyegirl.com             |
| 2013 | "Octopus Heart"                                   | 3rdeyegirl.com             |
| 2013 | "Groovy Potential"                                | 3rdeyegirl.com             |
| 2013 | "The Sweeter She Is"                              | 3rdeyegirl.com             |
| 2013 | "Something in the Water" (Paisley Park Rehearsal) | 3rdeyegirl.com             |
| 2013 | "Da Bourgeoisie"                                  | 3rdeyegirl.com             |
| 2015 | "What If"                                         | Live Nation email letöltés |
| 2015 | "The X's Face"                                    | Live Nation email letöltés |

### Streamelésre kiadott dalok
Ebben a szekcióban olyan dalok szerepelnek, amelyek csak streamelésre voltak kiadva az interneten.
| Év   | Dal                                                    | Weboldal/Streaming szolgáltatás |
| ---- | ------------------------------------------------------ | ------------------------------- |
| 1999 | "U're Still the One"                                   | Love4OneAnother.com             |
| 2003 | "Xylophone"                                            | NPGMusicClub.com                |
| 2009 | "In a Large Room with No Light"                        | Montreuxjazz.com                |
| 2010 | "Purple and Gold"                                      | Vikings.com                     |
| 2010 | "Cause and Effect"                                     | 89.3 The Current weboldal       |
| 2010 | "Hot Summer"                                           | 89.3 The Current weboldal       |
| 2010 | "Rich Friends"                                         | KTU.com                         |
| 2013 | "Same Page Different Book"                             | 3rdeyegirl.com                  |
| 2015 | "Stare"                                                | Spotify, Tidal                  |
| 2015 | "Pretzelbodylogic Reloaded"                            | Tidal                           |
| 2015 | "If Eye Could Get Ur Attention"                        | Tidal                           |
| 2019 | "Rock 'N' Roll Is Alive (And It Lives In Minneapolis)" | Spotify, Tidal                  |

## Videóklipek
| Év   | Dal                                                    | Rendezők                             |
| ---- | ------------------------------------------------------ | ------------------------------------ |
| 1979 | "I Wanna Be Your Lover" (Prince egyedül)               |                                      |
| 1979 | "I Wanna Be Your Lover" (Prince együttesével)          |                                      |
| 1980 | "Why You Wanna Treat Me So Bad?"                       |                                      |
| 1980 | "Uptown"                                               |                                      |
| 1980 | "Dirty Mind"                                           |                                      |
| 1981 | "Controversy"                                          | Bruce Gowers                         |
| 1981 | "Sexuality"                                            | Bruce Gowers                         |
| 1982 | "1999"                                                 | Bruce Gowers                         |
| 1983 | "Little Red Corvette"                                  | Brian Greenberg                      |
| 1983 | "Let's Pretend We're Married"                          | Bruce Gowers                         |
| 1983 | "Automatic"                                            | Bruce Gowers                         |
| 1984 | "When Doves Cry" (edit)                                | Prince                               |
| 1984 | "When Doves Cry" (complete version)                    | Prince                               |
| 1984 | "Let's Go Crazy"                                       | Albert Magnoli                       |
| 1984 | "Purple Rain" (LP version)                             | Albert Magnoli                       |
| 1984 | "I Would Die 4 U" (live version)                       | Paul Becher                          |
| 1984 | "I Would Die 4 U" (live version, Washington, D.C.)     | Paul Becher                          |
| 1984 | "Baby I'm a Star" (live version)                       | Paul Becher                          |
| 1985 | "Take Me with U" (live version)                        | Paul Becher                          |
| 1985 | "4 the Tears in Your Eyes"                             |                                      |
| 1985 | "Raspberry Beret"                                      | Prince                               |
| 1985 | "Paisley Park"                                         | Prince                               |
| 1985 | "America"                                              | Prince                               |
| 1986 | "Kiss"                                                 | Rebecca Blake                        |
| 1986 | "Mountains"                                            | Prince                               |
| 1986 | "Anotherloverholenyohead"                              | Daniel Kleinman                      |
| 1986 | "Girls & Boys"                                         | Prince                               |
| 1987 | "Sign "☮" the Times"                                   | Bill Konersman                       |
| 1987 | "If I Was Your Girlfriend"                             | Prince/Albert Magnoli                |
| 1987 | "U Got the Look" (Duett Sheena Eastonnal)              | Prince/Albert Magnoli                |
| 1987 | "I Could Never Take the Place of Your Man"             | Prince/Albert Magnoli                |
| 1988 | "Alphabet St."                                         | Prince                               |
| 1988 | "Glam Slam"                                            |                                      |
| 1988 | "I Wish U Heaven"                                      | Jean-Baptiste Mondino                |
| 1989 | "Batdance"                                             | Albert Magnoli                       |
| 1989 | "Batdance" (The Batmix)                                | Albert Magnoli                       |
| 1989 | "Batdance" (Vicki Vale Mix)                            | Albert Magnoli                       |
| 1989 | "Partyman" (edit)                                      | Albert Magnoli                       |
| 1989 | "Partyman" (12 inch mix)                               | Albert Magnoli                       |
| 1989 | "Scandalous!"                                          | Albert Magnoli                       |
| 1989 | "Time Waits for No-One" (Mavis Staples előadásában)    | Prince                               |
| 1990 | "Thieves in the Temple" (edit)                         | Prince                               |
| 1990 | "Thieves in the Temple" (extended version)             | Prince                               |
| 1990 | "The Question of U" (live version)                     | Prince                               |
| 1990 | "Round and Round" (Tevin Campbell előadásában)         | Prince                               |
| 1990 | "New Power Generation"                                 | Prince                               |
| 1990 | "New Power Generation" (Funky Weapon Remix)            | Prince                               |
| 1991 | "Gett Off"                                             | Randee St. Nicholas                  |
| 1991 | "Gett Off" (Houstyle)                                  | Randee St. Nicholas                  |
| 1991 | "Violet the Organ Grinder"                             | Randee St. Nicholas                  |
| 1991 | "Gangster Glam"                                        | Paisley Park                         |
| 1991 | "Clockin' the Jizz"                                    | Randee St. Nicholas                  |
| 1991 | "Cream" (edit)                                         | Rebecca Blake                        |
| 1991 | "Cream" (extended version)                             | Rebecca Blake                        |
| 1991 | "Diamonds and Pearls"                                  | Rebecca Blake                        |
| 1991 | "Insatiable"                                           | Randee St. Nicholas                  |
| 1992 | "Willing and Able"                                     | Larry Fong                           |
| 1992 | "Willing and Able" (alternate version)                 | Larry Fong                           |
| 1992 | "Strollin'"                                            | Scott McCullough                     |
| 1992 | "Money Don't Matter 2 Night"                           | Scott McCullough                     |
| 1992 | "Money Don't Matter 2 Night"                           | Spike Lee                            |
| 1992 | "Sexy MF"                                              | Sotera Tschetter                     |
| 1992 | "Call the Law"                                         | Scott McCullough                     |
| 1992 | "Thunder" (live version)                               |                                      |
| 1992 | "Dr. Feelgood" (Rosie Gaines élőben)                   |                                      |
| 1992 | "Jughead" (live version)                               |                                      |
| 1992 | "Live 4 Love" (live version, Earl's Court)             |                                      |
| 1992 | "My Name Is Prince"                                    | Kevin Kerslake & Randee St. Nicholas |
| 1992 | "2 Whom It May Concern"                                | Randee St. Nicholas                  |
| 1992 | "7"                                                    | Sotera Tschetter                     |
| 1992 | "Damn U"                                               | Randee St. Nicholas                  |
| 1992 | "The Morning Papers"                                   | Randee St. Nicholas                  |
| 1992 | "Love 2 the 9's"                                       | Parris Patton                        |
| 1992 | "The Continental" (edit)                               | Parris Patton                        |
| 1992 | "The Max"                                              | Parris Patton                        |
| 1992 | "Blue Light"                                           | Parris Patton                        |
| 1992 | "The Sacrifice of Victor"                              | Parris Patton                        |
| 1992 | "I Wanna Melt with U"                                  | Paisley Park                         |
| 1992 | "Sweet Baby"                                           | Parris Patton                        |
| 1992 | "The Call"                                             | Parris Patton                        |
| 1993 | "Pink Cashmere"                                        | James Hyman                          |
| 1993 | "Peach"                                                | Parris Patton                        |
| 1993 | "Nothing Compares 2 U" (live video montage version)    |                                      |
| 1994 | "The Most Beautiful Girl in the World"                 | Antoine Fuqua és Prince              |
| 1994 | "Beautiful" (Junior Vasquez remix)                     | Prince                               |
| 1994 | "The Most Beautiful Girl in the World" (Mustang Mix)   | Antoine Fuqua, Prince                |
| 1994 | "Interactive"                                          | Prince                               |
| 1994 | "Endorphinmachine"                                     | Prince                               |
| 1994 | "Days of Wild"                                         | Prince                               |
| 1994 | "Now"                                                  | Prince                               |
| 1994 | "Race"                                                 | Prince                               |
| 1994 | "Acknowledge Me"                                       | Prince                               |
| 1994 | "Pheromone"                                            | Prince                               |
| 1994 | "The Jam"                                              | Prince                               |
| 1994 | "Shhh"                                                 | Prince                               |
| 1994 | "Loose!"                                               | Prince                               |
| 1994 | "Papa"                                                 | Prince                               |
| 1994 | "Come"                                                 | Prince                               |
| 1994 | "Love Sign" (Nona Gaye-jel)                            | Ice Cube                             |
| 1994 | "Letitgo"                                              |                                      |
| 1994 | "Dolphin"                                              | Prince                               |
| 1994 | "When 2 R in Love"                                     | David May                            |
| 1994 | "18 & Over"                                            | Nem jelent meg                       |
| 1994 | "Empty Room"                                           | Nem jelent meg                       |
| 1994 | "Zannalee"                                             | Nem jelent meg                       |
| 1995 | "Purple Medley"                                        | Joe Torcello (vágó)/Több             |
| 1995 | "The Same December"                                    | Prince                               |
| 1995 | "I Hate U"                                             | Prince                               |
| 1995 | "Gold"                                                 | Prince                               |
| 1995 | "P Control"                                            | Prince                               |
| 1995 | "Rock and Roll Is Alive (And It Lives in Minneapolis)" | Prince                               |
| 1996 | "Dinner with Delores"                                  | Giorgio Scali                        |
| 1996 | "I Like It There"                                      | Prince                               |
| 1996 | "Betcha by Golly Wow!"                                 | Prince                               |
| 1997 | "The Holy River" (edit)                                | Prince                               |
| 1997 | "Somebody's Somebody"                                  | Prince                               |
| 1997 | "Face Down"                                            | Prince (Azi Fuekare-ként)            |
| 1998 | "Beautiful Strange"                                    | Prince                               |
| 1998 | "The One"                                              | Mayte Garcia                         |
| 1998 | "Come On"                                              | Prince                               |
| 1999 | "The Greatest Romance Ever Sold"                       | Malik Sayeed                         |
| 1999 | "Hot Wit U" (Nasty Girl Remix)                         |                                      |
| 1999 | "One Song"                                             | Prince                               |
| 2001 | "When I Lay My Hands on U"                             |                                      |
| 2001 | "The Daisy Chain"                                      |                                      |
| 2001 | "U Make My Sun Shine" (Duett Angie Stone-nal)          |                                      |
| 2004 | "Musicology"                                           | Sanaa Hamri                          |
| 2004 | "Call My Name"                                         | Sanaa Hamri                          |
| 2004 | "Cinnamon Girl"                                        | Phil Harder                          |
| 2004 | "A Million Days"                                       | Milos Twilight                       |
| 2005 | "Te Amo Corazón"                                       | Salma Hayek                          |
| 2006 | "Black Sweat"                                          | Sanaa Hamri                          |
| 2006 | "Fury"                                                 | Sanaa Hamri                          |
| 2007 | "Guitar"                                               | Milos Twilight                       |
| 2007 | "Chelsea Rodgers"                                      | Phil Griffin                         |
| 2007 | "Somewhere Here on Earth"                              | Phil Griffin                         |
| 2007 | "The Song of the Heart"                                | George Miller                        |
| 2008 | "The One U Wanna C"                                    | Randee St. Nicholas                  |
| 2009 | "Crimson and Clover"                                   | P. R. Brown                          |
| 2009 | "Chocolate Box" (Q-Tippel)                             | P. R. Brown                          |
| 2009 | "Everytime" (Bria Valente előadásában)                 |                                      |
| 2012 | "Rock and Roll Love Affair"                            | Chris Robinson                       |
| 2013 | "Screwdriver"                                          | Prince                               |
| 2013 | "Guitar" (Alternate)                                   | Sanaa Hamri                          |
| 2013 | "Fixurlifeup"                                          | Sanaa Hamri                          |
| 2013 | "Breakfast Can Wait"                                   | Danielle Curiel                      |
| 2014 | "Funknroll"                                            |                                      |
| 2014 | "Anotherlove"                                          |                                      |
| 2015 | "Marz"                                                 |                                      |
| 2015 | "FallInLove2nite"                                      |                                      |
| 2018 | "Nothing Compares 2 U" (studio rehearsal footage)      |                                      |
| 2018 | "Mary Don't You Weep"                                  | Salomon Ligthelm                     |
| 2019 | "Manic Monday"                                         | The Prince Estate                    |
| 2019 | "Holly Rock"                                           | Aaron Lampert                        |
| 2020 | "Baltimore"                                            | Ralston Smith                        |